# Santa Maria in Traspontina (titolo cardinalizio)
Santa Maria in Traspontina (in latino: Titulus Sanctae Mariae in Traspontina) è un titolo cardinalizio istituito da papa Sisto V il 13 aprile 1587 con la costituzione apostolica Religiosa. Il titolo insiste sulla chiesa di Santa Maria in Traspontina.
Dal 21 ottobre 2003 il titolare è il cardinale Marc Ouellet, prefetto emerito del Dicastero per i vescovi.

## Titolari
Si omettono i periodi di titolo vacante non superiori ai 2 anni o non storicamente accertati.
- Juan Hurtado de Mendoza (6 marzo 1589 - 6 gennaio 1592 deceduto)
- Francisco de Toledo, S.I. (11 ottobre 1593 - 14 settembre  1596 deceduto)
- Lorenzo Priuli (2 dicembre 1596 - 21 gennaio 1600 deceduto)
  - Titolo vacante (1600 - 1604)
- Erminio Valenti (25 giugno 1604 - 22 agosto 1618 deceduto)
- Alessandro Ludovisi (3 dicembre 1618 - 9 febbraio 1621 eletto papa con il nome di Gregorio XV)
- Ludovico Ludovisi (17 marzo 1621 - 7 giugno 1623 nominato cardinale presbitero di San Lorenzo in Damaso)
  - Titolo vacante (1623 - 1626)
- Federico Corner (22 giugno 1626 - 15 novembre 1627 nominato cardinale presbitero di Santa Cecilia)
  - Titolo vacante (1627 - 1634)
- Cesare Monti (6 agosto 1634 - 16 agosto 1650 deceduto)
- Giacomo Corradi (12 marzo 1652 - 17 gennaio 1666 deceduto)
- Giovanni Nicola Conti di Poli (15 marzo 1666 - 8 agosto 1691 nominato cardinale vescovo di Sabina)
  - Titolo vacante (1691 - 1696)
- Giuseppe Sacripante (2 gennaio 1696 - 3 marzo 1721 nominato cardinale presbitero di Santa Prassede)
- Luis Belluga y Moncada, C.O. (16 giugno 1721 - 20 febbraio 1726 nominato cardinale presbitero di Santa Prisca)
  - Titolo vacante (1726 - 1728)
- Giuseppe Accoramboni (15 novembre 1728 - 16 settembre 1740 nominato cardinale presbitero di Santa Maria in Trastevere)
  - Titolo vacante (1740 - 1743)
- Marcello Crescenzi (16 dicembre 1743 - 24 agosto 1768 deceduto)
  - Titolo vacante (1768 - 1776)
- Guido Calcagnini (15 luglio 1776 - 27 agosto 1807 deceduto)
  - Titolo vacante (1807 - 1816)
- Francesco Saverio Castiglioni (29 aprile 1816 - 13 agosto 1821 nominato cardinale vescovo di Frascati, poi eletto papa con il nome di Pio VIII)
- Anne-Louis-Henri de La Fare (24 novembre 1823 - 10 dicembre 1829 deceduto)
  - Titolo vacante (1829 - 1835)
- Placido Maria Tadini, O.C.D. (24 luglio 1835 - 22 novembre 1847 deceduto)
  - Titolo vacante (1847 - 1850)
- Giuseppe Cosenza (3 ottobre 1850 - 30 marzo 1863 deceduto)
  - Titolo vacante (1863 - 1866)
- Gustav Adolf von Hohenlohe-Schillingsfürst (25 giugno 1866 - 12 maggio 1879 nominato cardinale vescovo di Albano)
- Gaetano Alimonda (22 settembre 1879 - 30 maggio 1891 deceduto)
- Fulco Luigi Ruffo-Scilla (17 dicembre 1891 - 29 maggio 1895)
- Camillo Mazzella, S.J. (22 giugno 1896 - 19 aprile 1897 nominato cardinale vescovo di Palestrina)
- José María Martín de Herrera y de la Iglesia (24 marzo 1898 - 8 dicembre 1922 deceduto)
- Giovanni Battista Nasalli Rocca di Corneliano (25 maggio 1923 - 13 marzo 1952 deceduto)
- Giacomo Lercaro (15 gennaio 1953 - 18 ottobre 1976 deceduto)
  - Titolo vacante (1976 - 1979)
- Gerald Emmett Carter (30 giugno 1979 - 6 aprile 2003 deceduto)
- Marc Ouellet, P.S.S.,[1] dal 21 ottobre 2003